# Andreas Kriete
Andreas Kriete (...) è un astronomo amatoriale tedesco, di professione docente universitario di medicina.
Il Minor Planet Center lo accredita per la scoperta dell'asteroide 3769 Arthurmiller, effettuata il  30 ottobre 1967 in collaborazione con Luboš Kohoutek, quando era studente.